# 鄭宇澤
鄭 宇澤（チョン・ウテク、韓国語: 정우택、1953年2月18日 - ）は、韓国の政治家。第15・16・19・20・21代韓国国会議員。忠清北道知事、海洋水産部長官を歴任した。2022年11月10日より国会副議長を務める。キリスト教徒。
本貫は延日鄭氏、号は泓谷。元農林部長官の鄭雲甲は父、元韓国野球委員会総裁の鄭智沢は兄。

## 経歴
朝鮮戦争期に避難地の釜山で生まれ、ソウルで育った。京畿高等学校、成均館大学校法科卒。ソウル大学校行政大学院修学、ハワイ大学経済学博士。
行政考試合格以降は経済企画院法務担当官を務めた。政界入り後は国会議員を5期務めたほか、大統領職引受委員、海洋水産部長官、自民連政策委員長、アジア太平洋環境開発議員会議（APPCED）執行委員長、国会報勲特委委員長、第32代忠清北道知事、セヌリ党最高委員・院内代表を歴任した。なお、2016年12月16日に鄭がセヌリ党院内代表に当選したときは「非朴系」の羅卿瑗をわずか7票差で下した。
2020年の第21代総選挙では従来の清州市上党区選挙区ではなく、同市興徳区選挙区の公認をもらったため、元文化体育観光部長官の都鍾煥と対決することとなった。当時は落選したが、後には2022年3月の上党区選挙区の補欠選挙で当選し、2022年10月25日の国会副議長選挙では同じ5選議員の徐秉洙を2票差で下して当選した。
2024年の第22代総選挙でも国民の力の公認をもらったが、同時期に浮上した後述の「お金入り封筒受け取り事件」により、3月14日に国民の力公認管理委員会が鄭の公認を取り消した。鄭本人はすぐに当事件を「政治工作」とした声明を出し、再考を促した。地元の一部党員と地方議員も後任の公認者に不満を持ち、党指導部に公認取り消しの撤回・再考を要求した。

## 不祥事
1996年9月20日、国会環境労働委員会の国政監査の証人採択問題で証人の人数をめぐって、国民会議の方鏞錫議員と口論になった。口論の中で8歳年上の方が「なぜタメ口をするのか」と問うと、鄭が「私がいつタメ口をしたのか」と言い寄せた後、方の頭をガラスコップで3回殴り、方は頭から血を流し応急処置を受けた。この事件は国会内でマグカップが「会議進行の支障になる物」と見なされ、紙コップだけが使われる原因ともされる。
2004年9月にハンナラ党の不法資金3000万ウォンを受け取った政治資金法違反の行為に対し、罰金1000万ウォン、追徴金3000万ウォンを宣告された。
2006年の忠清北道知事選では一部の資料に「出生地が鎮川」という不正確な表現があったため、ウリ党側は偽の事実を流布したとして立候補の辞退を促した。鄭はそれが選挙キャンプのインターネット担当スタッフのミスだと認め、他のメディア報道で正しい出生地を伝えたと釈明した。
忠清北道知事を務めた当時、李明博大統領候補に対して「昔の観察使なら官妓でも1人入れてあげたのに」という下ネタを言い、李も「昨日来たのが鄭知事が送ったんじゃなかったのか？」とジョークで応じた。
2019年2月の時事ジャーナルの報道によると、2015年上半期の新韓銀行の新入社員採用で、同銀行の高位層に特定人物の採用を請託した。しかし、本人は出願者を知らないし、採用請託の事実もないと否認した。
2024年2月14日、鄭が2022年10月に選挙区内の某カフェ経営者からお金が入った封筒を受け取った場面が映る監視カメラの映像を一部メディアは取得して報道した。鄭は確かに封筒の収受があったと認めるが、すぐにその場で確認もせずに返却した。お金はその後に正当な手段で公式の後援金として受領され、会計で処理されたと釈明した。当該経営者も当初同じ趣旨の発言をしたが、3月6日に突然立場を覆して鄭が封筒を返却していないし、その他にも数回お金を鄭に渡したと主張した。事態が大きくなると、3月14日に鄭の公認は取り消された。

## エピソード
元京畿道知事の南景弼が言及した「親朴9人幇」の1人である。
第19代国会では「確率型アイテム規制法案」を発議し、ゲーマーからの好感を得た。
2013年10月、セヌリ党最高委員として民主党院内代表の田炳憲が国政監査の期間にコスプレを行ったと批判した。しかし、韓国eスポーツ協会会長も務めていた田は「国監が休みの日の昼休みを利用したものであり、eスポーツ協会会長としてファンとの約束を守ったのだ」と反論した。
2016年の慶州地震の後、SNSで「北朝鮮の核実験の余波ではないかと心配」と書いた。
2017年の光州事件の記念式典で『あなたのための行進曲』の斉唱を拒否した。6月の顕忠日の式典に参加した際も、文在寅大統領の追悼辞の朗読の途中に居眠りのような姿が撮られて批判を受けた。
囲碁はかなり上手で、2023年1月に国会副議長として元国会議員の曺薫鉉と3子局の置き碁で対局し、黒の5目勝ちを果たした。